# Нгой

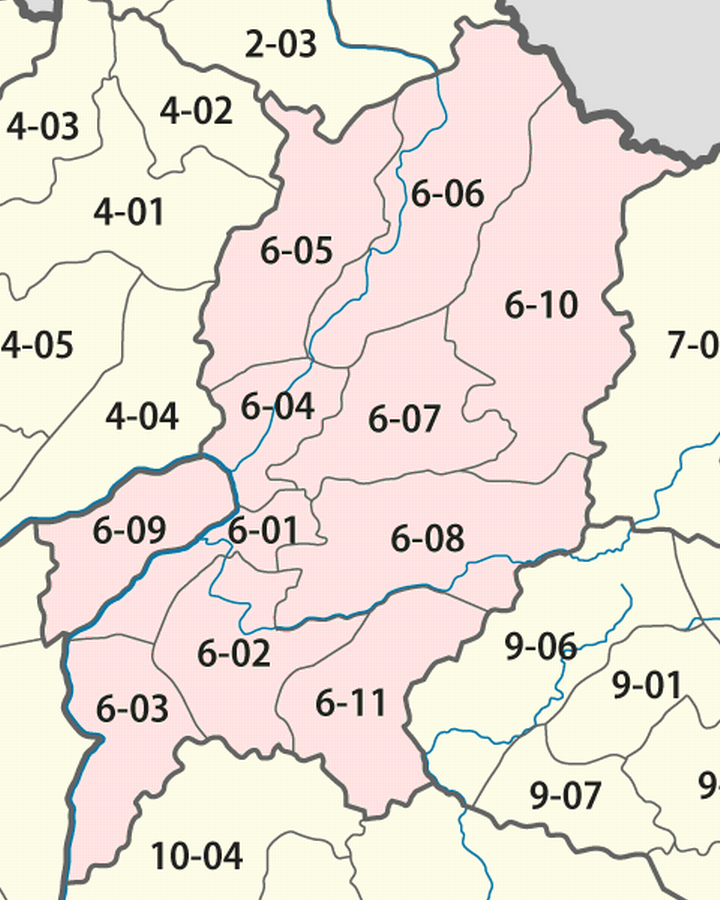
Число 6-06

Нгой — один з районів (лаос. ເມືອງ муанг) провінції Луанг-Прабанг, Лаос.